# Acnodon
Acnodon – rodzaj słodkowodnych ryb kąsaczokształtnych z rodziny piraniowatych (Serrasalmidae).

## Występowanie
Ameryka Południowa – Brazylia i Gujana.

## Klasyfikacja
Gatunki zaliczane do tego rodzaju:
- Acnodon normani
- Acnodon oligacanthus
- Acnodon senai

Gatunkiem typowym jest Myleus oligacanthus (A. oligacanthus).